# تآلف صغير
في نظرية الموسيقى، التآلف الصغير أو الكورد الصغيرة (بالإنجليزية: minor chord)‏ هي كورد مكونة من أصل وثالثة صغيرة وخامسة مثالية. عندما تتضمن الكورد هذه النوطات الثلاث فقط تسمى ثالوث صغير. على سييل المثال، الثالوث الصغير المبني على دو والمسمى ثالوث دو صغير يتكون من الحدات دو–مي♭–صول:
تشغيل الصوت غير مدعوم في متصفحك. يمكنك قم بتنزيل الملف الصوتي .
في التحليل التوافقي وعلى التدوينات الرئيسية، تمثل كورد دو صغيرة (C صغيرة) كالتالي: Cmin أو Cm. يمثل الثالوث الكبير بكتابة الأعداد الصحيحة {0، 3، 7}.

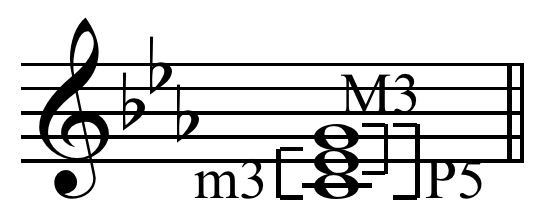
يتكون الثالوث الصغير من ثالثة صغيرة (m3) في اللأسفل، ثالثة كبيرة (M3) في الأعلى، وخامسة مثالية (P5) بين النوطتين الخارجيتين.

يمكن وصف ثالوث صغير من خلال مسافاته أيضا: المسافة بين النوطتين الدنيا والوسطى ثالثة صغيرة، والمسافة بين النوطتين الوسطى والعليا ثالثة كبيرة. في المقابل، يتكون الثالوث الكبير من مسافة ثالثة كبيرة في الأسفل وثالثة صغيرة في الأعلى. الثالوثان كلاهما يحتويان على خامسة، لأن ثالثة كبيرة (أربعة أنصاف درجة) زائد ثالثة صغيرة (ثلاثة أنصاف بعد) تساويان خامسة مثالية (سبعة أبعاد).
في الموسيقى الكلاسيكية الغربية بين سنتي 1600 و 1820 وفي الموسيقى الغربية الشائعة و الموسيقى التقليدية وموسيقى الروك، تعزف الكورد الكبيرة عادة كثالوث (ثلاث نوطات). بالإضافة للثالوث الكبير، يعتبر الثالوث الصغير أحد لبنات البناء الأساسية في الموسيقى النغمية في فترة الممارسة الشائعة الغربية وموسيقى البوب والروك والموسيقى التقليدية الغربية. تعتبر الكورد الصغيرة في الموسيقى الغربية «مظلمة مقارنة بكورد كبيرة». لكنها تعتبر متناغمة ومستقرة أو لا تتطلب حلا.
تعتبر بعض الكوردات الصغيرة التي بها نوطات زائدة كوردات صغيرة أيضا، مثل كورد السابعة الصغيرة.

## جدول الكوردات الصغيرة
| الكورد     | الأصل | ثالثة صغيرة | خامسة مثالية |
| ---------- | ----- | ----------- | ------------ |
| دو صغيرة   | دو    | مي♭         | صول          |
| دو♯ صغيرة  | دو♯   | مي          | صول♯         |
| ري♭ صغيرة  | ري♭   | فا♭ (مي)    | لا♭          |
| ري صغيرة   | ري    | فا          | لا           |
| ري♯ صغيرة  | ري♯   | فا♯         | لا♯          |
| مي♭ صغيرة  | مي♭   | صول♭        | سي♭          |
| مي صغيرة   | مي    | صول         | سي           |
| فا صغيرة   | فا    | لا♭         | دو           |
| فا♯ صغيرة  | فا♯   | لا          | دو♯          |
| صول♭ صغيرة | صول♭  | سي (لا)     | ري♭          |
| صول صغيرة  | صول   | سي♭         | ري           |
| صول♯ صغيرة | صول♯  | سي          | ري♯          |
| لا♯ صغيرة  | لا♭   | دو♭ (ري)    | مي♭          |
| لا صغيرة   | لا    | دو          | مي           |
| لا♯ صغيرة  | لا♯   | دو♯         | مي♯ (فا)     |
| سي♭ صغيرة  | سي♭   | ري♭         | F            |
| سي صغيرة   | سي    | ري          | فا♯          |